# Agardite-(Nd)
L'agardite-(Nd) è un minerale.